# Biserica de lemn din Porumbeni

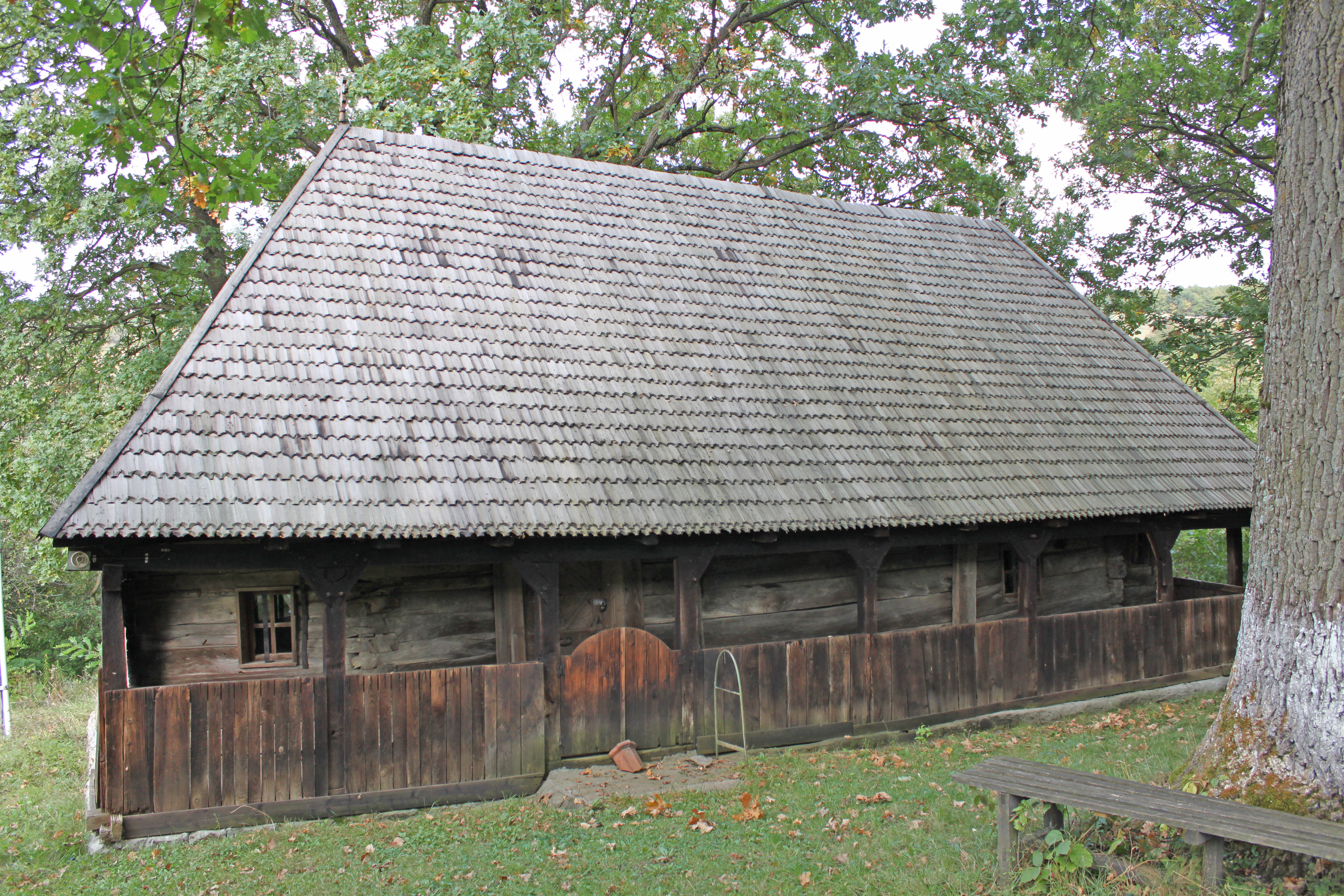
Biserica de lemn Porumbeni, judeţul Mureş. Foto: octombrie 2010

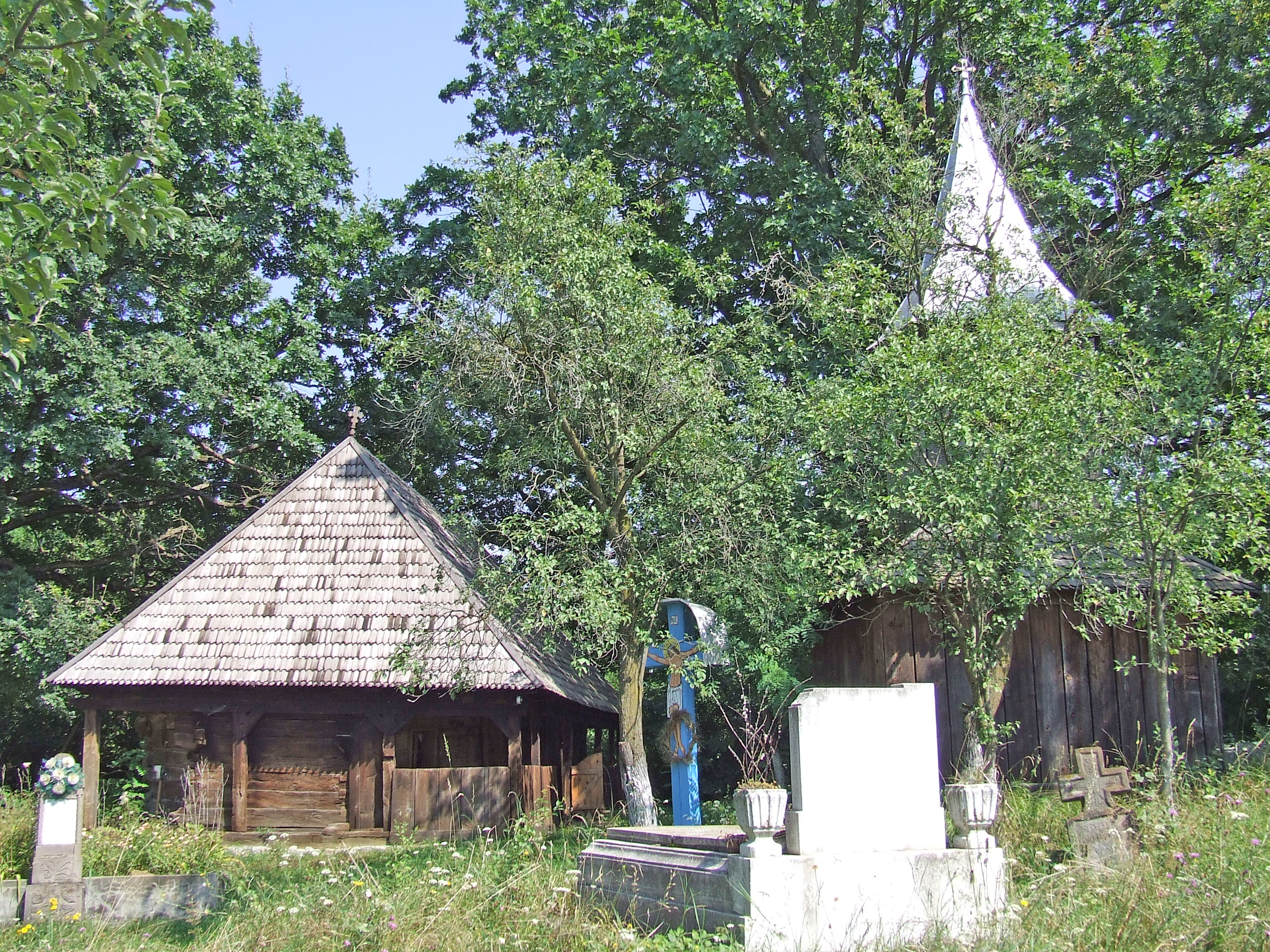
Biserica de lemn Porumbeni, judeţul Mureş. Foto: august 2010

Biserica de lemn din Porumbeni, comuna Ceaușu de Câmpie, județul Mureș se află ascunsă printre pomi în coasta unui deal. Vechimea ei este greu de stabilit, elemente precum planimetria, refolosirea unor grinzi cu inscripții în slavonă sau faptul că absida altarului are doar două intrări fiind aspecte ce pun la indoială datarea înscrisă în listele monumentelor istorice, adică anul 1749. Este înregistrată pe listele monumentelor istorice sub codul:  MS-II-m-A-15755 și are hramul "Sfântul Ioan Botezătorul".

## Istoric și trăsături
Fără a se deosebi prea mult, la o primă vedere de o casă veche, biserica de lemn din Porumbeni este așezată printre copaci pe un deal, nu departe de biserica reformată. Intrând în curtea ei, cele câteva morminte și clopotnița relevă utilitatea edificiului. Vechimea bisericii nu se cunoaște cu exactitate, momentul construirii ei fiind estimat de către d-na Ioana Cristache-Panait ca fiind în secolul al XVI-lea în timp ce d-nul Ioan Eugen Man plasează acest moment în secolul al XVII-lea. Privitor la această biserică, din Șematismul Arhidiecezei Mitropolitane Greco-Catolice de Alba-Iulia și Făgăraș pe anul 1900 aflăm că este contruită în anul 1841 și la acel moment, avea hramul "Sfinții Arhangheli Mihail și Gavriil". Înscrierea acestei biserici pe noua listă a monumentelor istorice ca fiind construită în anul 1749 pare să fie eronată, având în vedere faptul că sistemul constructiv, inscripția în slavonă precum și practicarea a numai două intrări spre absida altarului sunt argumente ce susțin o vechime mai mare a bisericii.
Datarea din anul 1749 se poate datora și faptului că între icoanele aflate în iconostas, există două piese datate și semnate de Toader Zugravul, una din anul 1744 iar cea de-a doua din anul 1749.
Adusă din satul Cașva, de pe valea Gurghiului, biserica are planul dreptunghiular, cu pronaos poligonal, cu trei laturi spre vest și absida altarului decroșată cu cinci laturi. Prispa, aflată pe latura de sud, adăugată mai târziu, adăpostește intrarea în biserică. Vechiul ancadrament al intrării, a fost înlocuit, una din piesele fostului ancadrament fiind folosită ca stâlp de sprijin. Prezintă în partea superioară decorații sculptate, simbolurile fiind bine cunoscute: crucea și soarele. Partea inferioară mai păstrează urme ale unei inscripții, din păcate în prezent fiind prea deteriorată pentru a putea fi citită.
Inscripția în slavonă precizează numele, probabil, a celor care au fost primii ctitori ai bisericii: "Cu voia Tatălui și cu ajutorul Fiului și cu săvârșirea Duhului Sfânt, Amin. Au făcut biserica popa Arion și cumnatul Ion și Arion, pomenește Doamne, de la facerea lumii..." ... "pomeni gospod dușe raba bojie Dobra, Ion, Coman, Oprea".
Spațiul interior, împărțit după rigorile cultului în pronaos, naos și absida altarului, a fost acoperit cu o boltă semicilindrică. În urma operațiunilor de reparație, pronaosul a fost tăvănit. În a doua jumătate a secolului al XVIII-lea, biserica a fost pictată în interior. Iconografia cuprinde următoarele teme: Pilda Fecioarelor, scene din vechiul testament, Sf. Gheorghe, Intrarea în Ierusalim sau Sf. Ilie. În naos, pe boltă regăsim zugrăviți sfinții împărați Constantin și Elena, scene din viața Domnului nostru Isus Cristos, Maica Domnului sau Cina cea de Taină iar pereții altarului sunt împodobiți cu scene precum Jertfa lui Avraam, Punerea în mormânt, Sfinți Ierarhi, Sf. Petru în timp ce bolta altarului este decorată cu Sfânta Treime, cete îngerești, Maica Domnului cu Pruncul, Sfinți Arhangheli și Evangheliști.
Unul din clopotele aflate în clopotnița alăturată bisericii poartă următoarea inscripție: "Haec campana est fusa in oppidum Retteg, 1761."

## Imagini

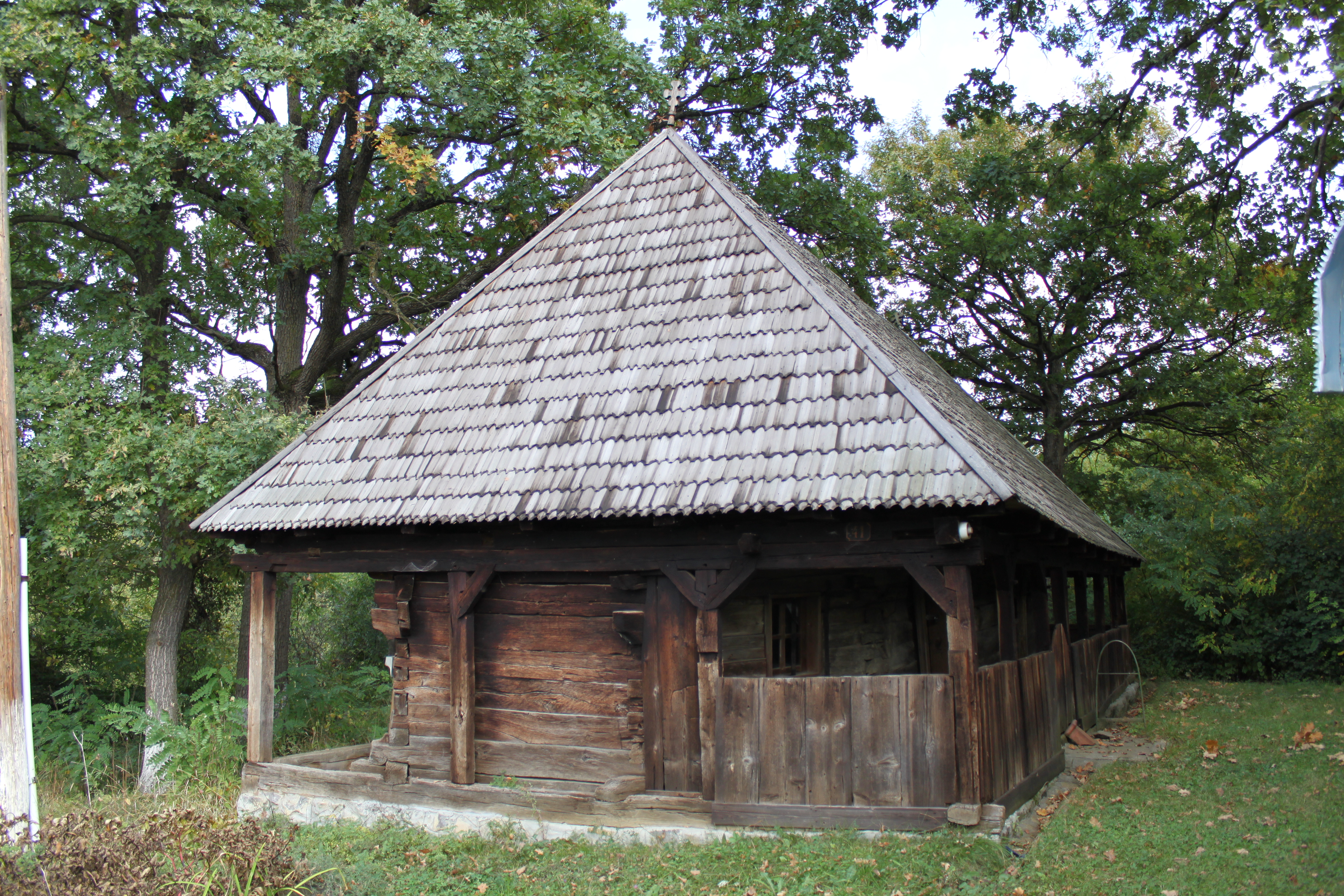
Biserica, văzută din sud-vest
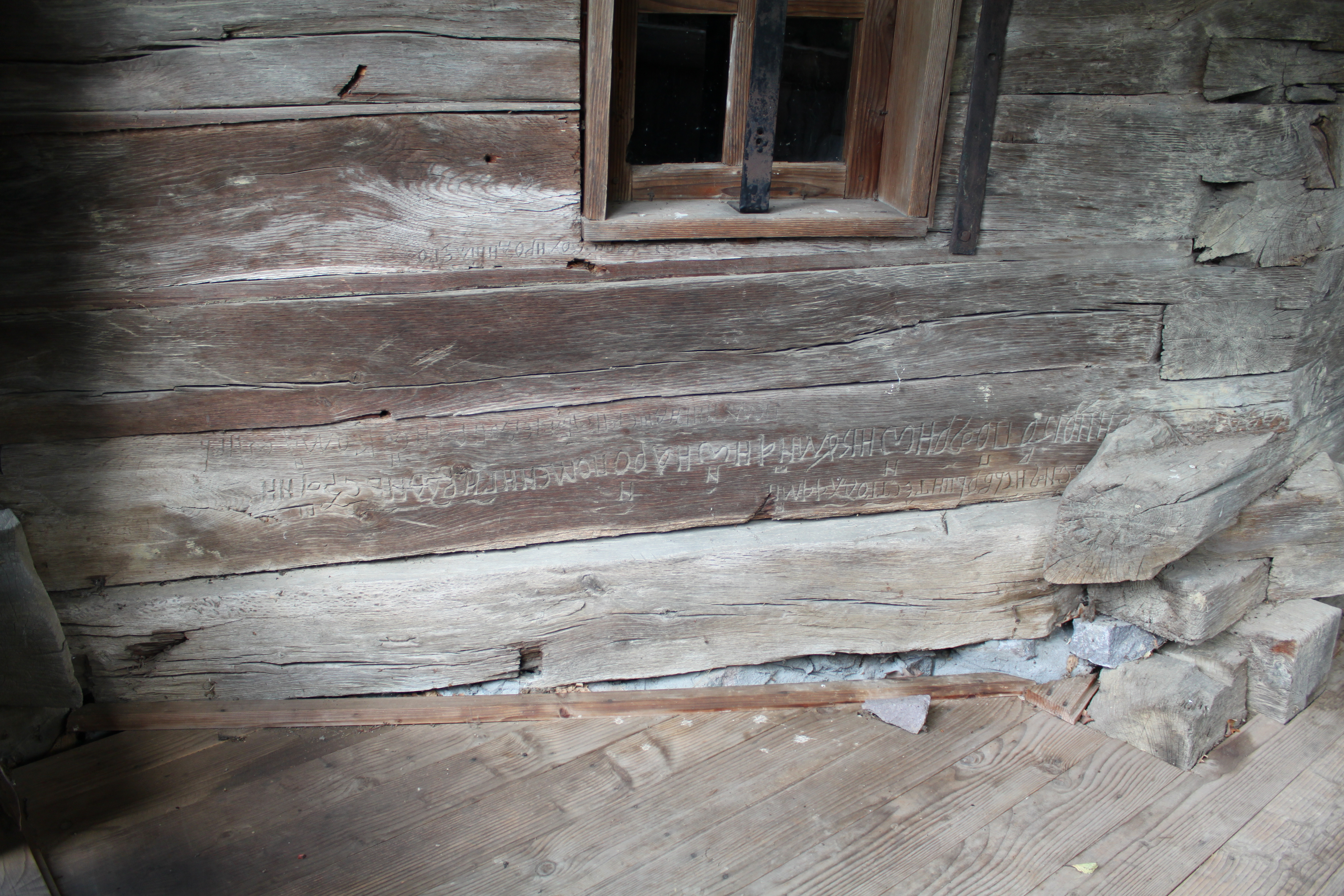
Vechea pisanie a bisericii, pe o bârnă refolosită
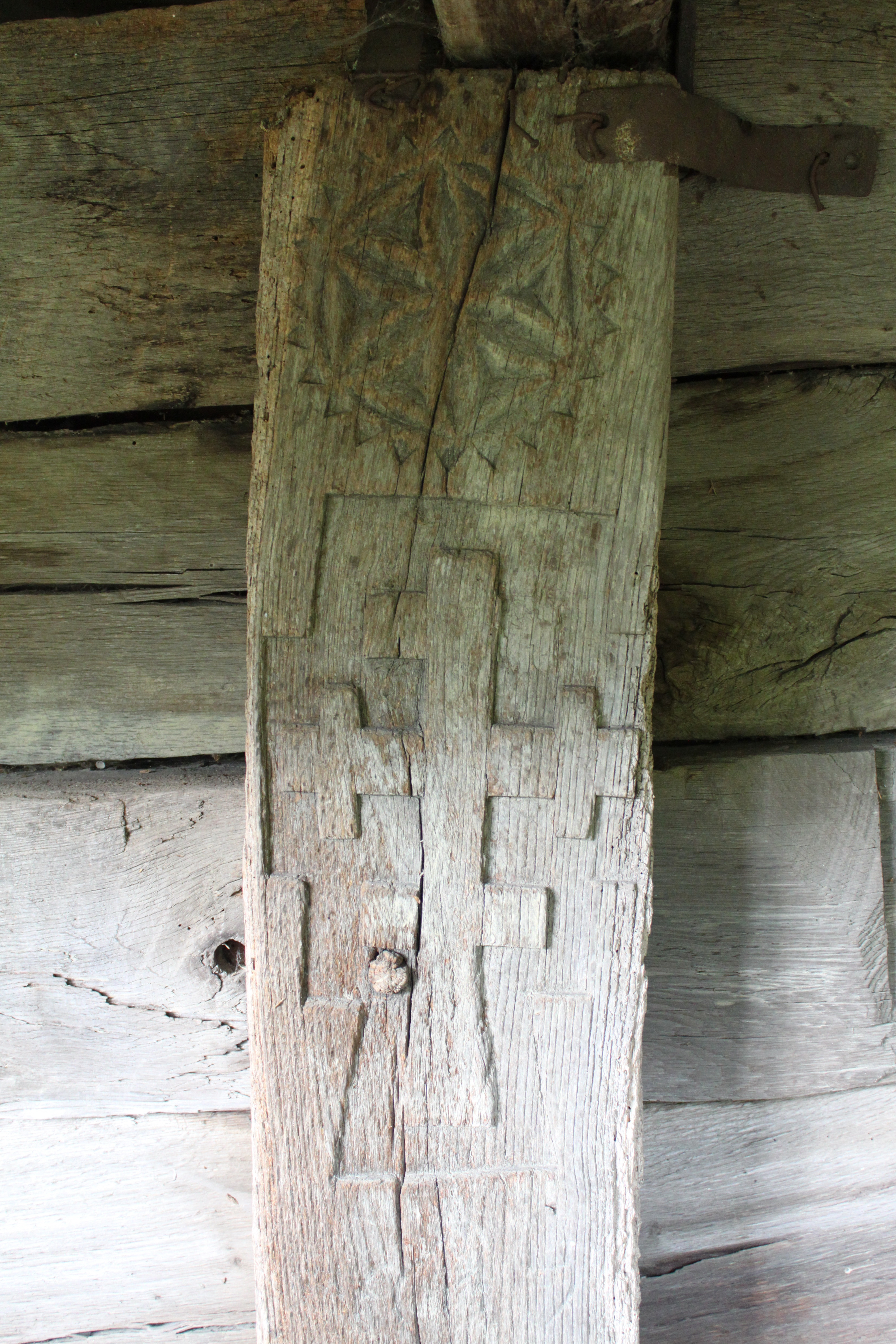
Partea superioară a vechiului uscior al bisericii
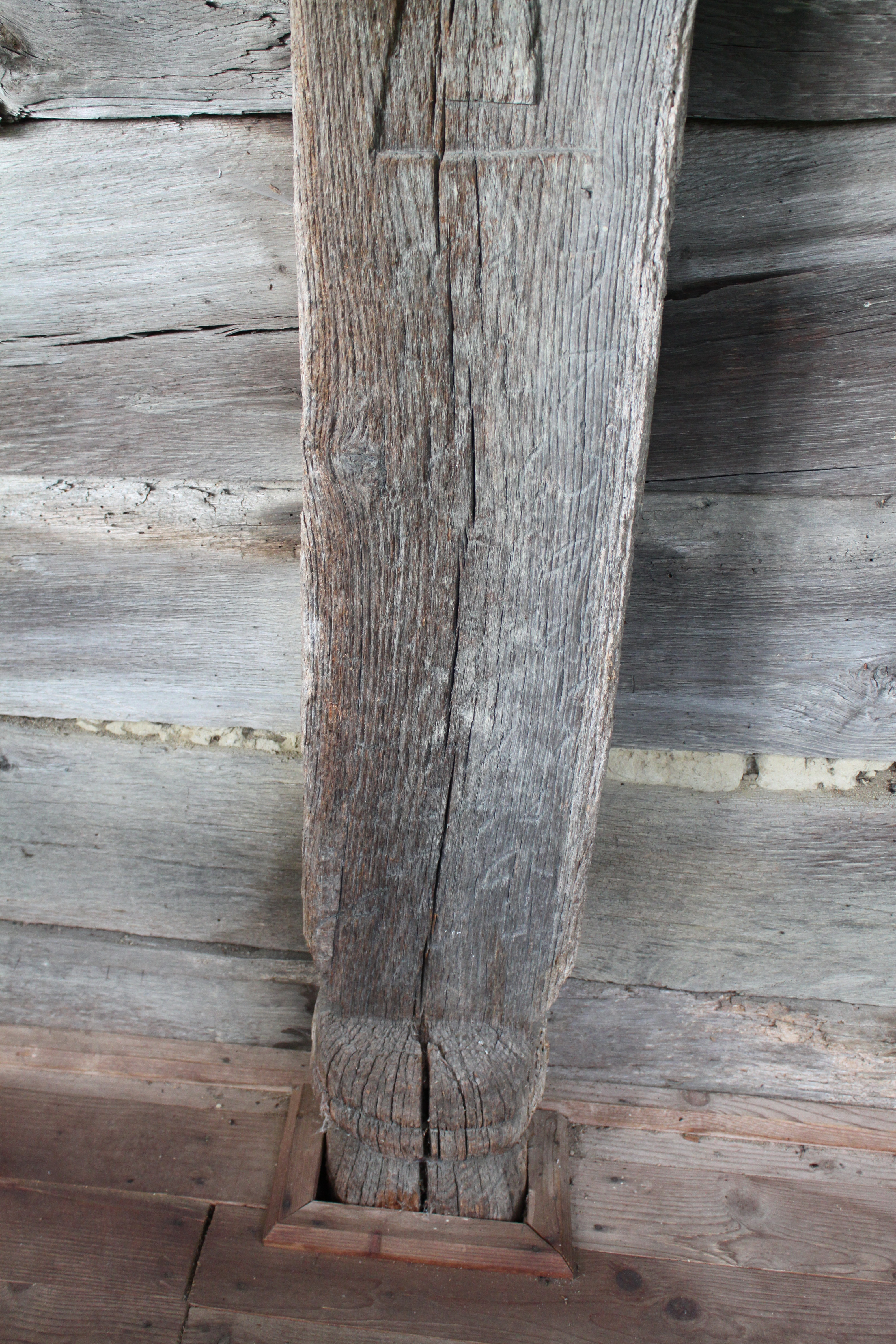
Urme de inscripţie pe partea inferioară a vechiului uscior al bisericii
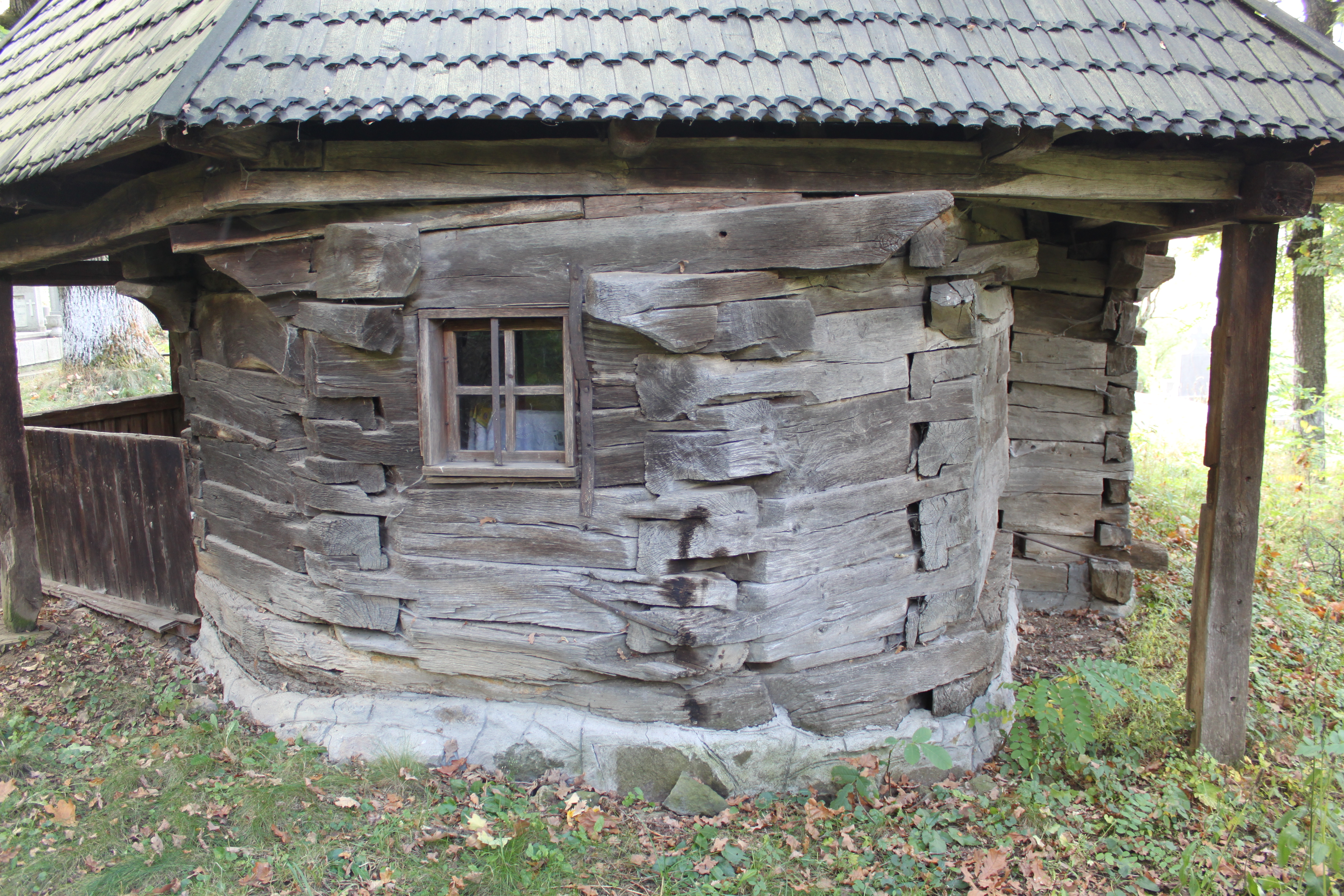
Absida altarului
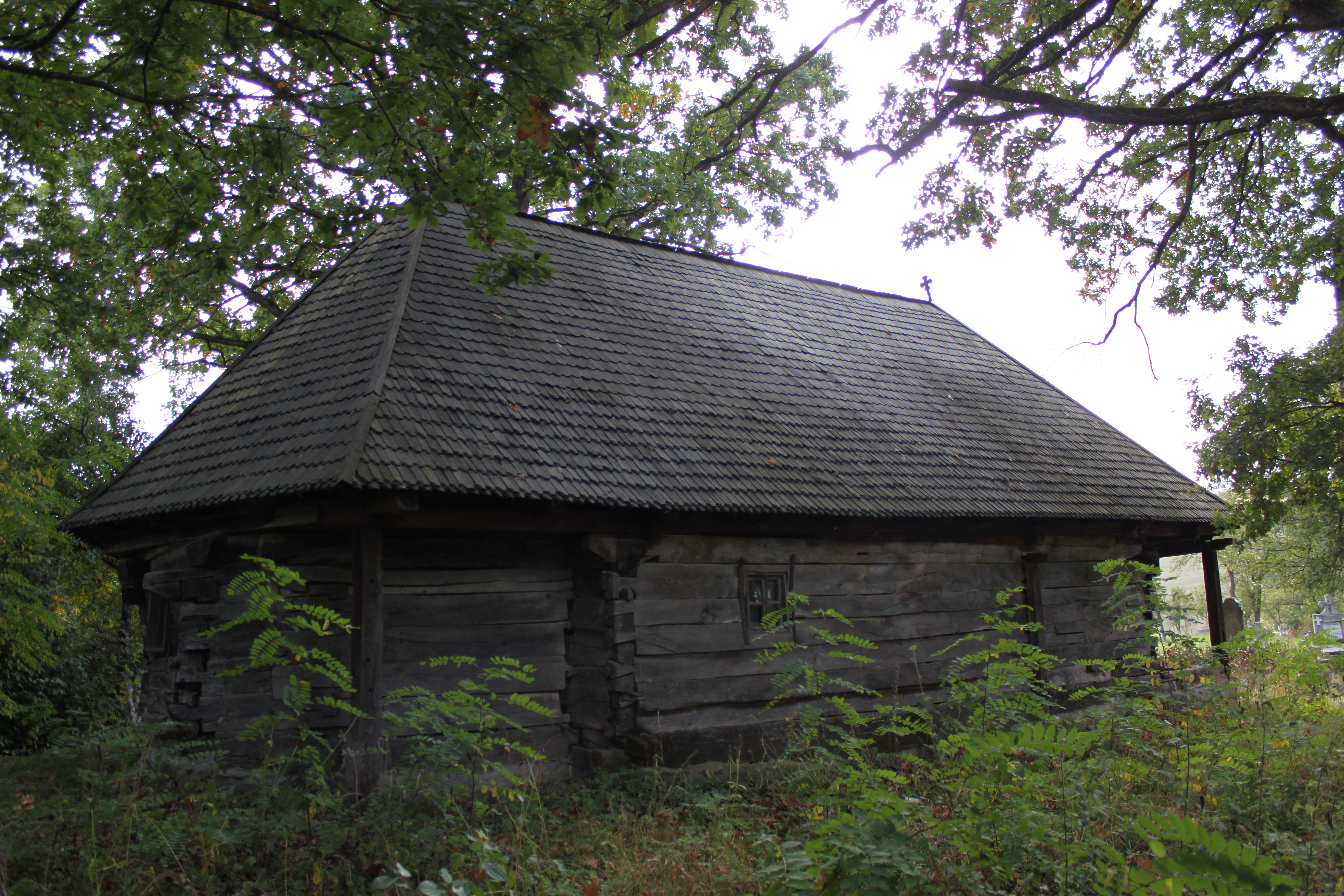
Vedere din nord-est
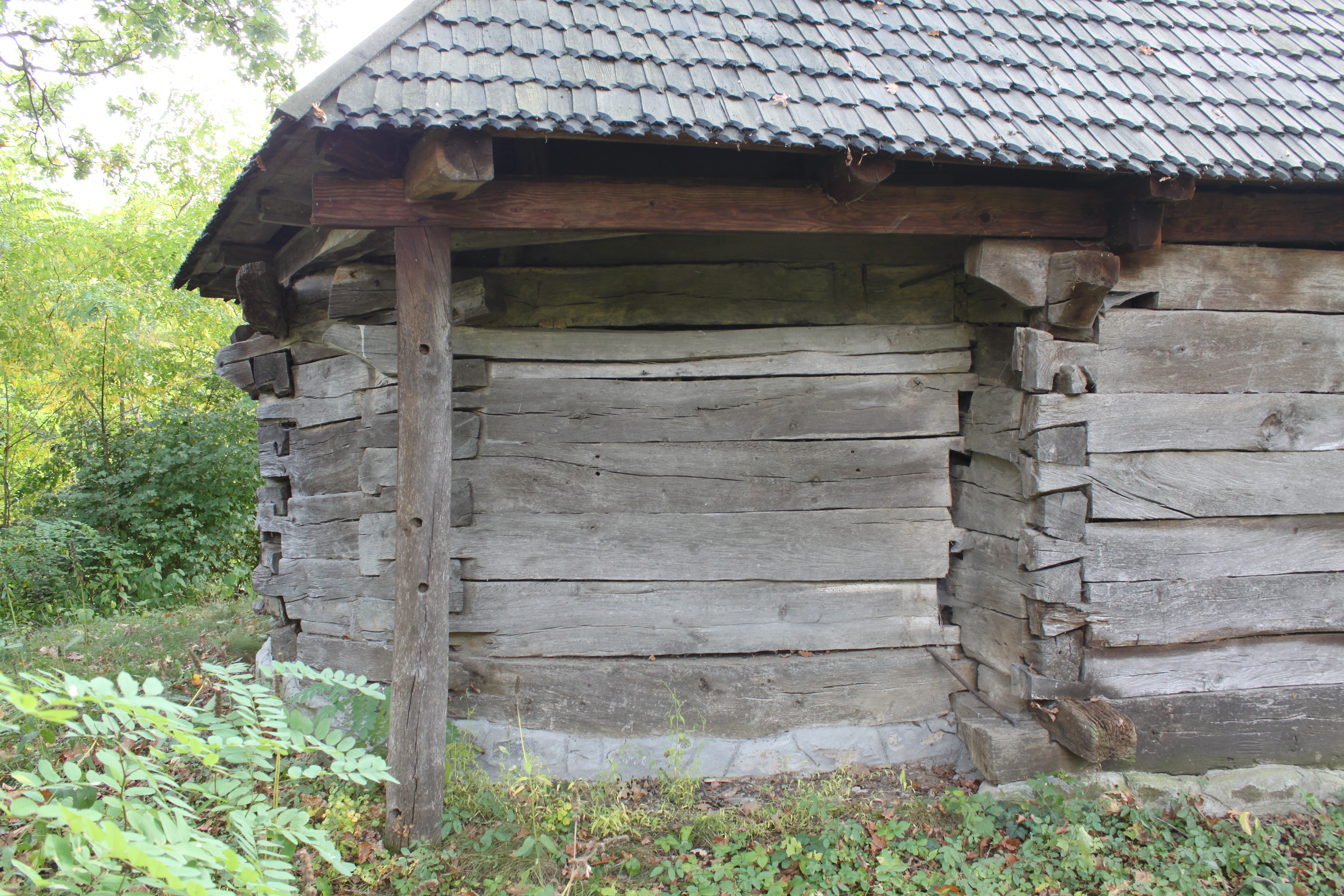
Vedere laterală a absidei altarului
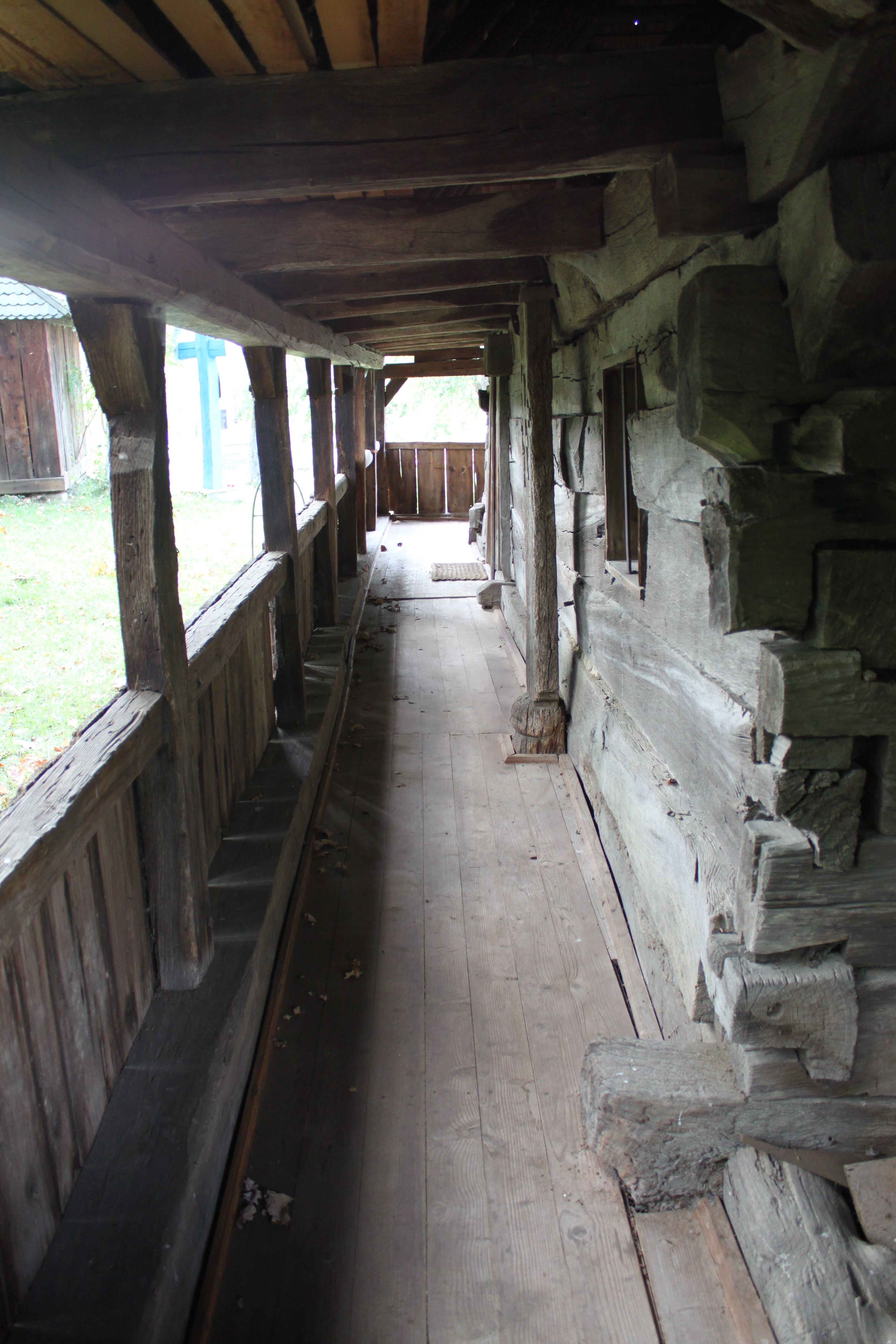
Prispa bisericii
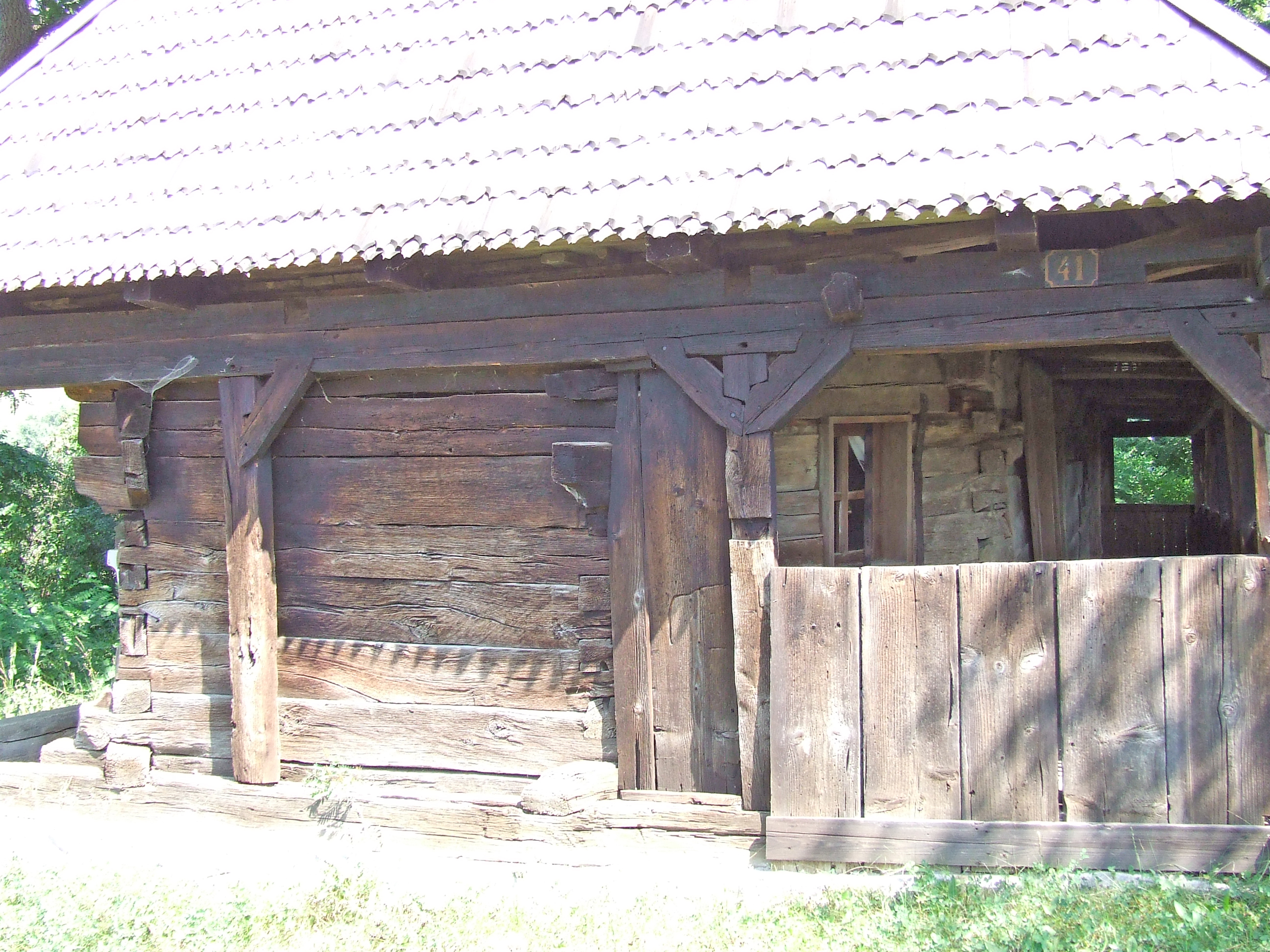
Latura de vest a bisericii
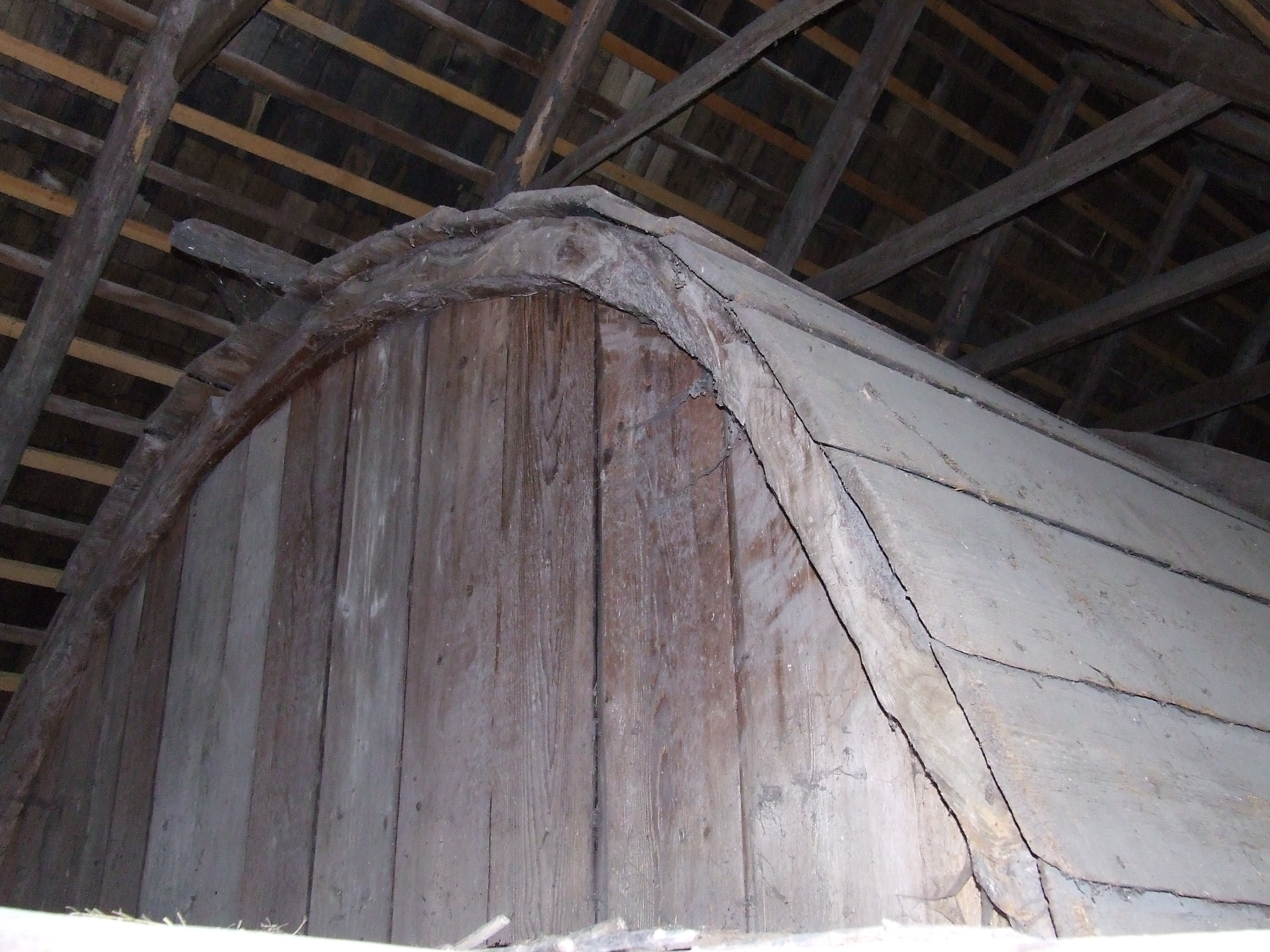
Bolta sub acopriş
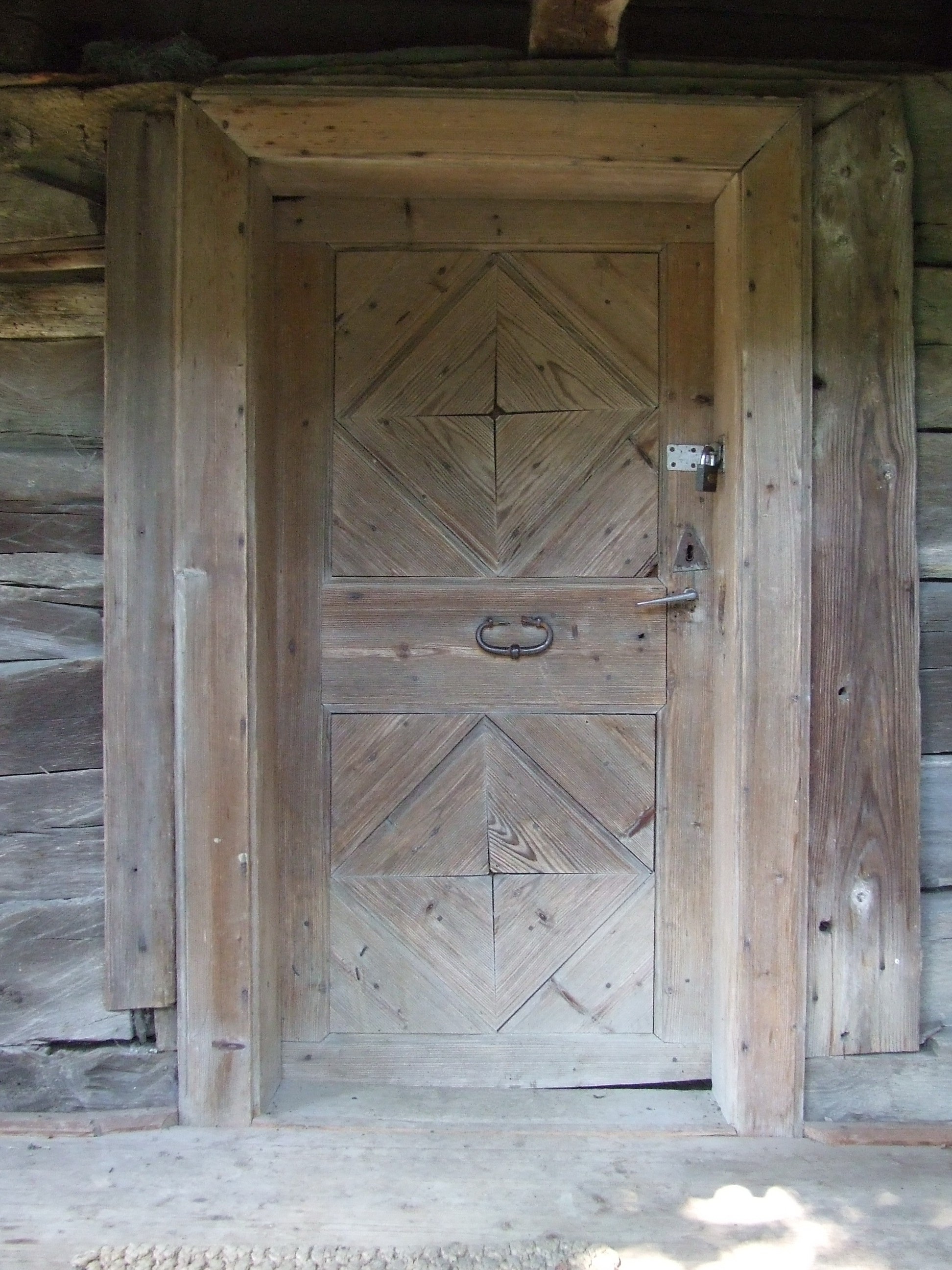
Uşa bisericii
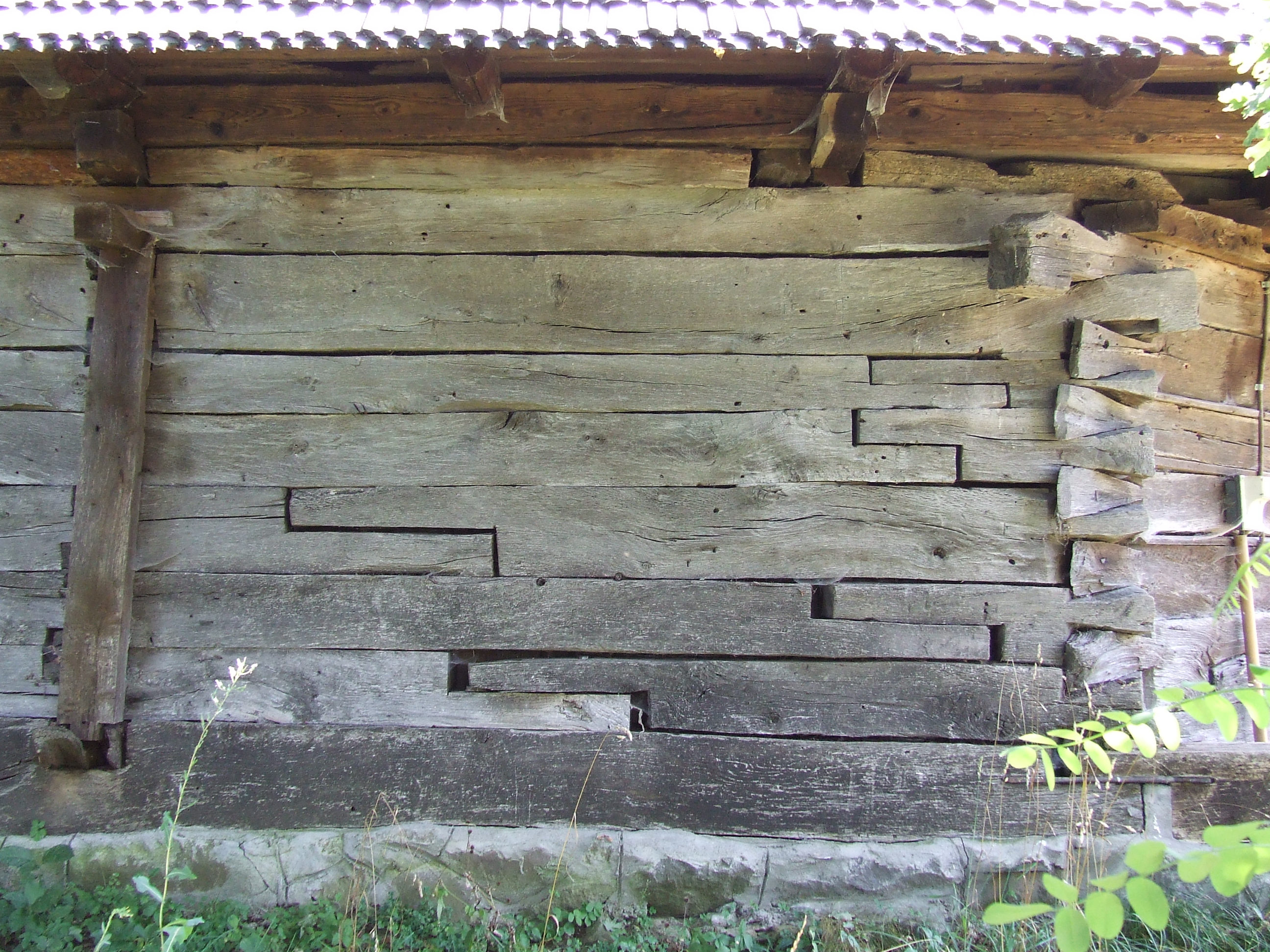
Îmbinări şi adăugiri
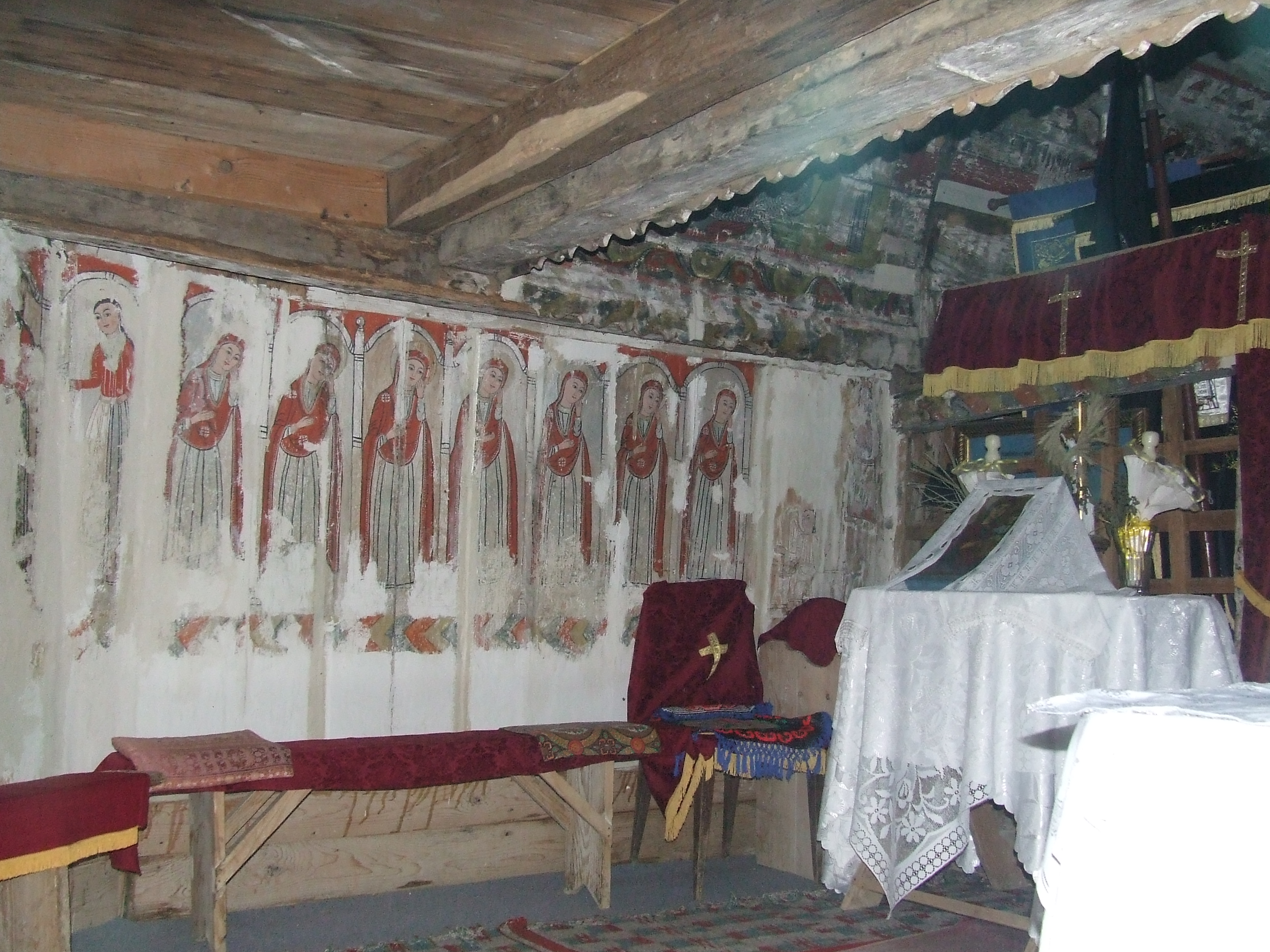
Pictura pronaosului
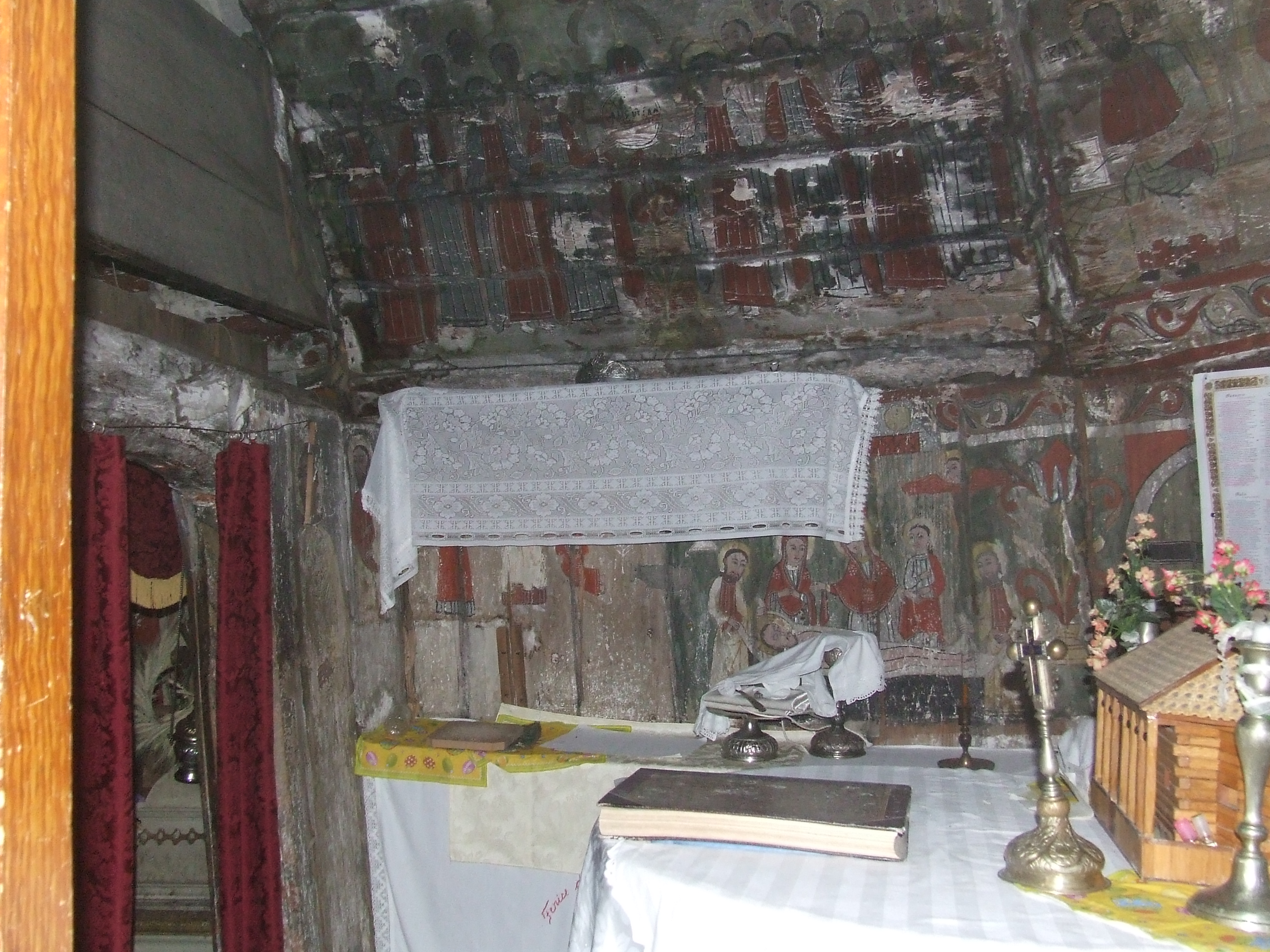
Pictura absidei altarului
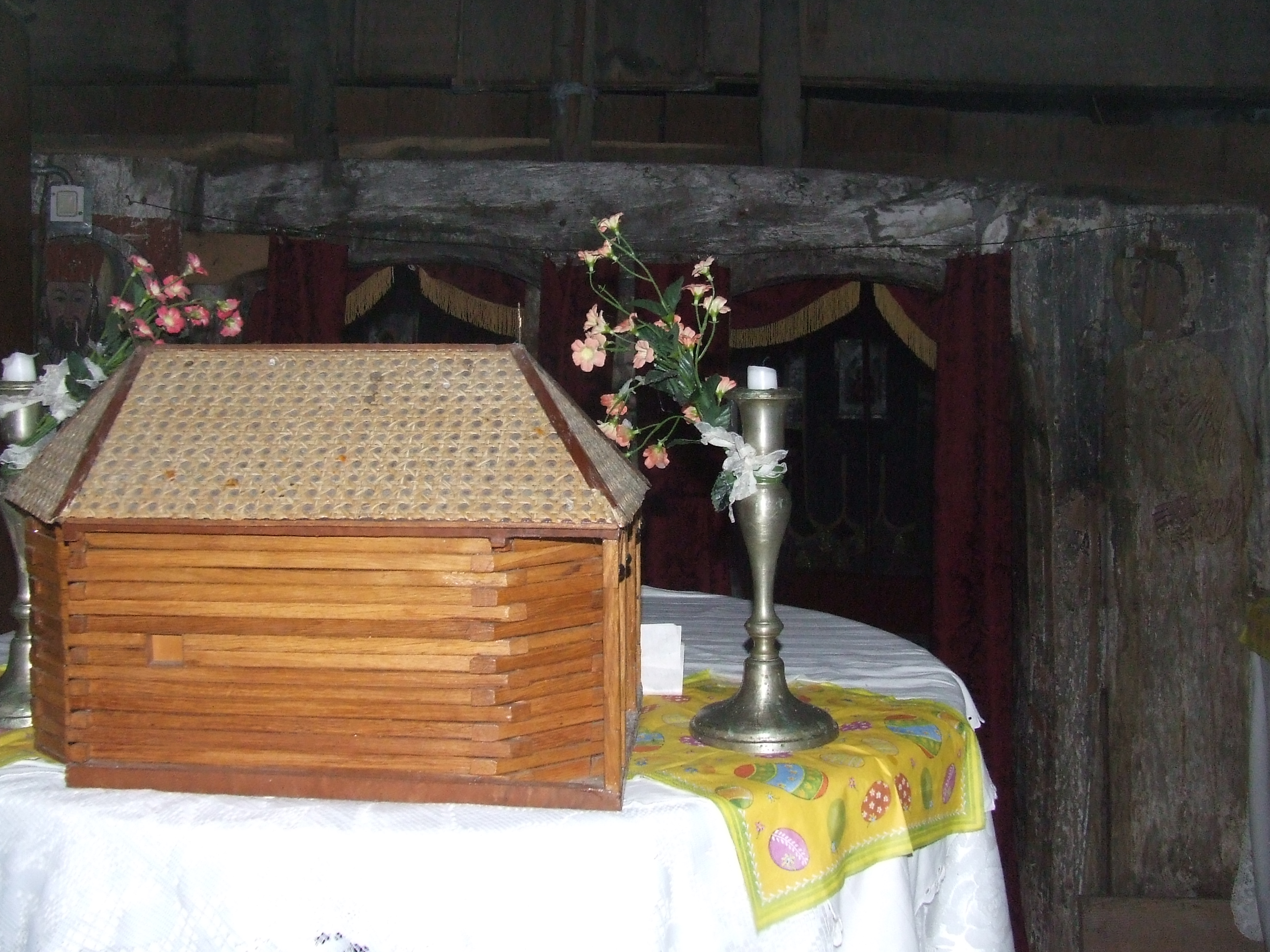
Pe masa altarului
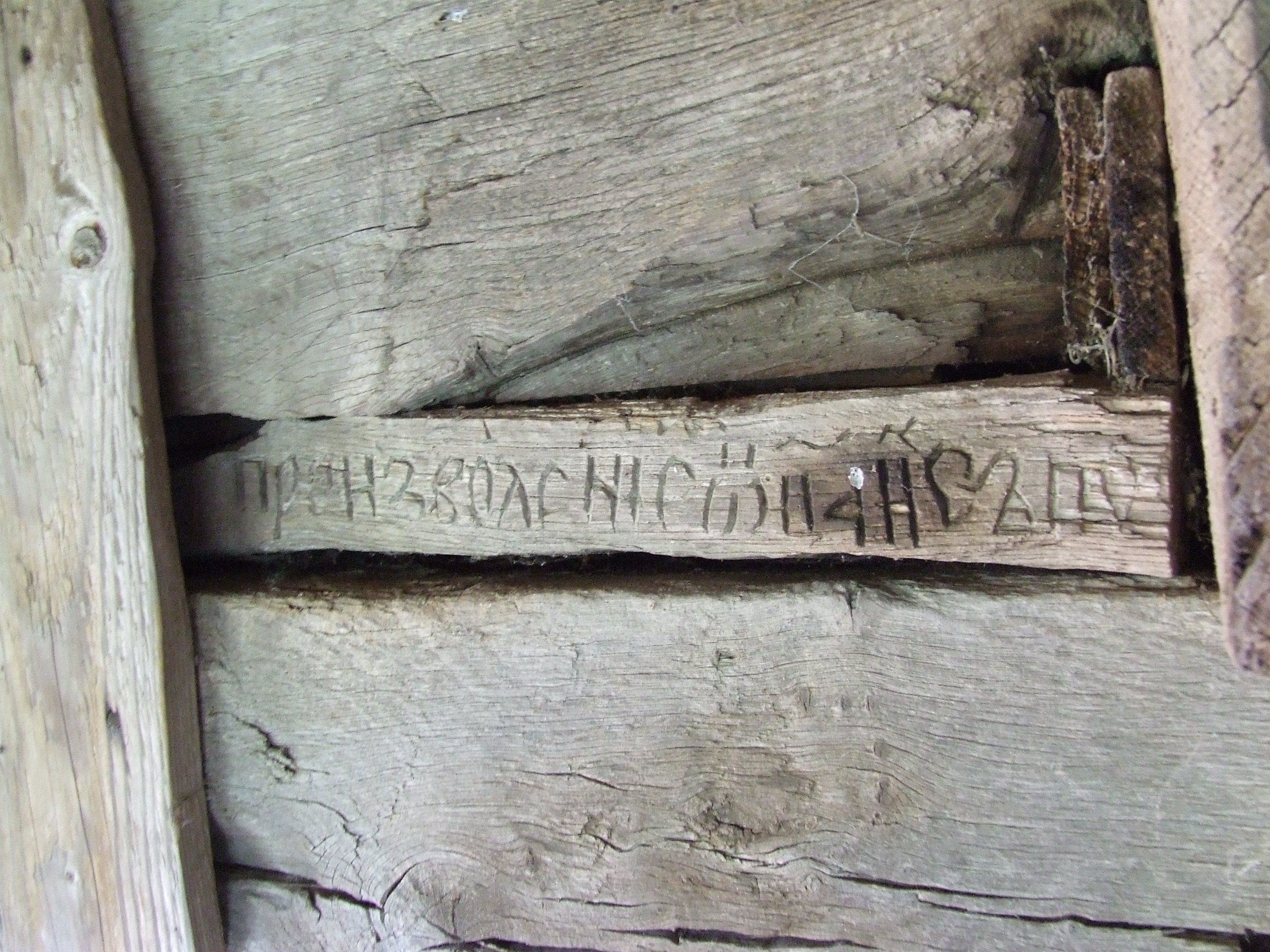
Inscripţia din dreapta intrării
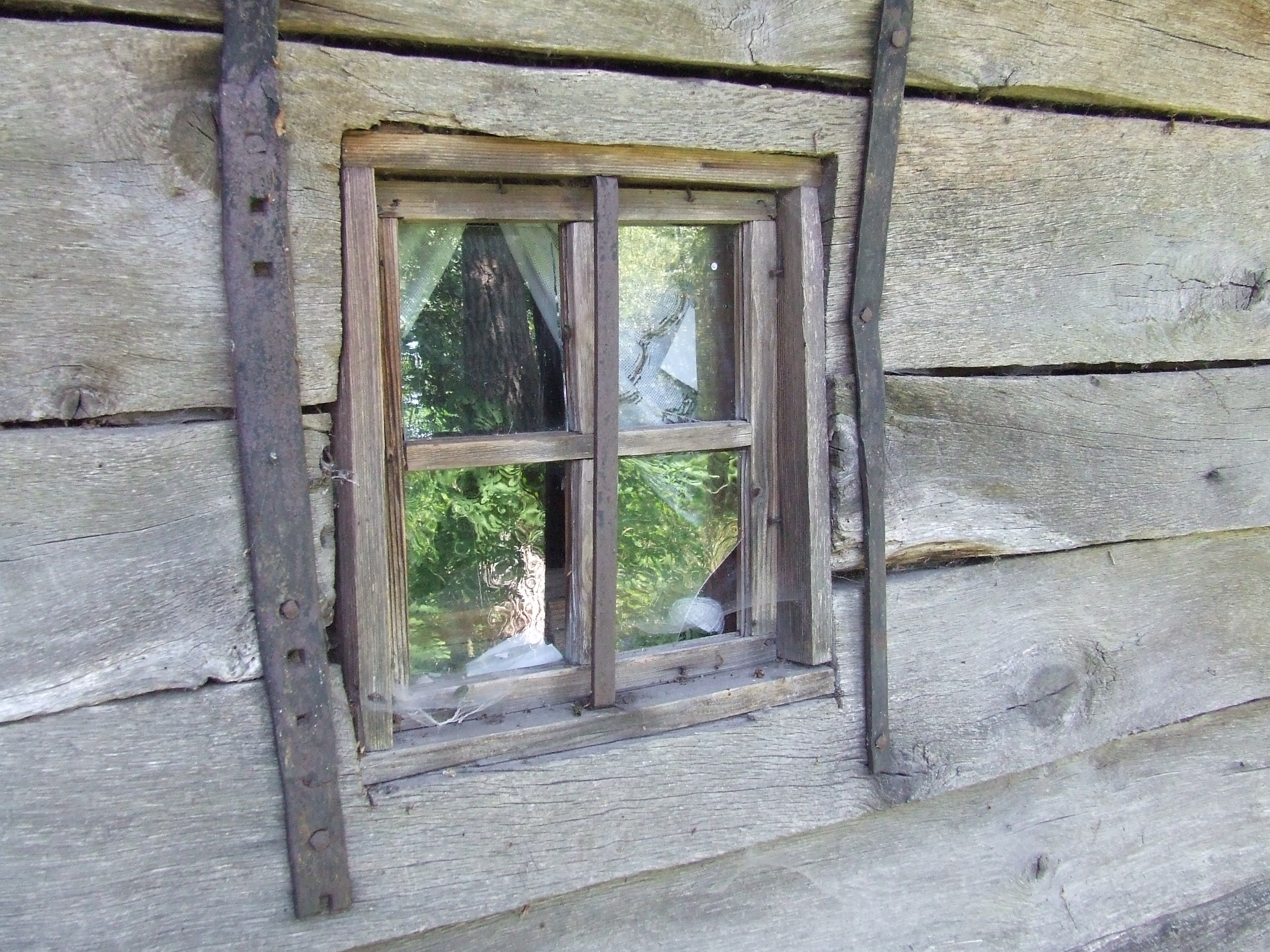
Fereastră
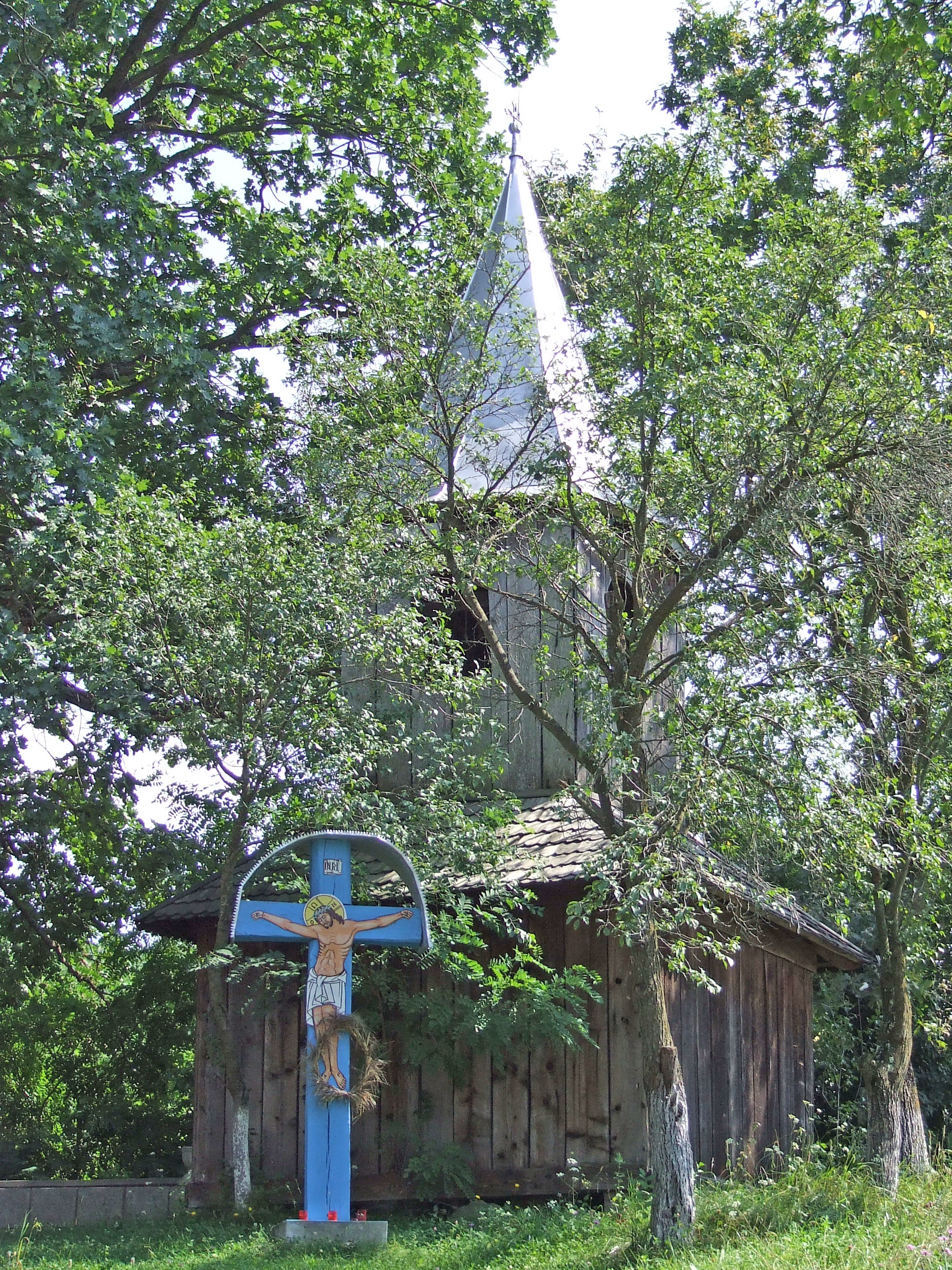
Clopotniţa